# Roncadelle
Roncadelle est une commune italienne de la province de Brescia, dans la région Lombardie.

## Culture
Roncadelle est jumelée avec :
- Zavidovići (Bosnie-Herzégovine)

## Administration
| Période                                  | Période | Identité | Étiquette | Qualité |
| ---------------------------------------- | ------- | -------- | --------- | ------- |
|                                          |         |          |           |         |
| Les données manquantes sont à compléter. |         |          |           |         |

La commune dispose du seul conseiller municipal du parti Pro Lombardie.

### Communes limitrophes
Brescia, Castegnato, Castel Mella, Gussago, Torbole Casaglia, Travagliato